# Lückenburg
Lückenburg là một đô thị ở huyện Bernkastel-Wittlich, trong bang Rheinland-Pfalz, Đô thị Lückenburg có diện tích 2,57 km², dân số thời điểm ngày 31 tháng 12 năm 2006 là 104 người.